# تکه (دریاچه)
تکه (به قزاقی: Teke) یک دریاچه در قزاقستان است که در دشت ایشیم واقع شده‌است.